# Chaetomium fusiforme
Chaetomium fusiforme är en svampart som beskrevs av Chivers 1912. Chaetomium fusiforme ingår i släktet Chaetomium och familjen Chaetomiaceae.   Inga underarter finns listade i Catalogue of Life.